# Brvnište
Brvnište (ungarisch Boronás – bis 1907 Brovnistye) ist eine Gemeinde in der Nordwestslowakei mit 1167 Einwohnern (Stand 31. Dezember 2024) und gehört zum Okres Považská Bystrica, einem Kreis des Trenčiansky kraj.

## Geographie
Die Gemeinde befindet sich am Südhang des Gebirges Javorníky im Tal des Baches Papradnianka, das ungefähr in Nordwest-Südost-Richtung verläuft und zum Einzugsgebiet der Waag gehört. Das Ortszentrum liegt auf einer Höhe von 367 m n.m. und ist 13 Kilometer von Považská Bystrica entfernt.
Nachbargemeinden sind Papradno im Norden, Štiavnik im Osten, sehr nahe Hvozdnica im Südosten, Stupné im Süden sowie Udiča und kurz Hatné im Westen.

## Geschichte
Aus dem heutigen Gemeindegebiet stammt ein Hortfund von Äxten aus der Spätbronzezeit, weitere Funde der Puchauer Kultur stammen aus dem 1. Jahrhundert v. Chr.
Der heutige Ort entstand im 16. Jahrhundert in Folge der walachischen Kolonisierung und wurde zum ersten Mal 1589 als Brwnisste schriftlich erwähnt. 1720 hatte die Ortschaft 29 Steuerpflichtige, 1784 gab es 191 Häuser, 160 Familien und 827 Einwohner. 1786 war eine Papiermühle im Betrieb. 1828 zählte man 125 Häuser und 1062 Einwohner, deren Haupteinnahmequelle Landwirtschaft war.
Bis 1918 gehörten beide Orte im Komitat Trentschin zum Königreich Ungarn, sie kamen danach zur Tschechoslowakei beziehungsweise heute Slowakei.

## Bevölkerung
| Jahr                | 1994 | 2004    | 2014    | 2024    |
| ------------------- | ---- | ------- | ------- | ------- |
| Anzahl der Personen | 1154 | 1170    | 1190    | 1167    |
| Unterschied         |      | +1,38 % | +1,70 % | −1,93 % |

| Jahr                | 2023 | 2024    |
| ------------------- | ---- | ------- |
| Anzahl der Personen | 1172 | 1167    |
| Unterschied         |      | −0,42 % |

Gemäß der Volkszählung 2011 wohnten in Brvnište 1182 Einwohner, davon 1133 Slowaken und 5 Tschechen. 44 Einwohner machten keine Angabe zur Ethnie.
1018 Einwohner bekannten sich zur römisch-katholischen Kirche, 6 Einwohner zur griechisch-katholischen Kirche, jeweils 2 Einwohner zur Evangelischen Kirche A. B. und zur jüdischen Gemeinde und 1 Einwohner zur tschechoslowakischen hussitischen Kirche; 1 Einwohner gab eine andere Konfession an. 67 Einwohner waren konfessionslos und bei 85 Einwohnern wurde die Konfession nicht ermittelt.

## Bauwerke und Denkmäler
- römisch-katholische Heiligstes-Herz-Jesu-Kirche aus dem Jahr 1996
- Kapelle und Glockenturm im spätklassizistischen Stil aus dem 19. Jahrhundert